# José Ignacio Suárez de Urbina
José Ignacio Suárez de Urbina y Cañaveral (Sevilla, 28 de noviembre de 1856-Córdoba, 8 de noviembre de 1928) fue un publicista y escritor católico español.

## Biografía
Era descendiente de una familia hidalga andaluza vinculada con el Ejército y la causa carlista, hijo del Coronel de Artillería Manuel Suárez de Urbina Cañaveral, maestrante de Sevilla, y de Concepción Cañaveral de Villena. Se dedicó a la carrera de leyes, a los seguros y al periodismo católico, cultivando también la poesía. Fue fundador de la Biblioteca Patria, que editó cientos de novelas, y de publicaciones como El Previsor, Pan y Catecismo, Cultura Popular, Semillas de Oro y otras.
En 1912 fundó la Liga Nacional Antimasónica y Antisemita y dirigió la revista El Previsor —órgano de dicha Liga— hasta 1918. Desde 1915 dirigió también el Patronato Social de Buenas Lecturas.
Trasladado alrededor del año 1900 a Córdoba, fue jefe provincial de la Comunión Tradicionalista en esa provincia en las primeras décadas del siglo XX. Mantenía una estrecha amistad con Juan Vázquez de Mella, de quien fue consejero y guía.
José Ignacio de Urbina difundió sus ideas religioso-sociales y económicas en numerosos folletos y artículos, y algunos libros, empleando en ocasiones el seudónimo «Juan de Dios T. Avisa». En Los sueños de Alvarado. Novela de Grandes amores (1918) escribió, según Christine Rivalan Guégo y Miriam Nicoli, «una alucinada autobiografía espiritual». Su Poema de la previsión (1922) —una colección de poesías sociológicas— fue prologado por Emilia Pardo Bazán y calificado de «originalísimo» por Ángel Guerra.
A su muerte, El Defensor de Córdoba publicó una necrología en términos elogiosos, definiéndolo como «un luchador, un trabajador formidable». Fue enterrado en el cementerio de Nuestra Señora de la Salud.
Erróneamente la Enciclopedia Espasa reduce a una sola persona a él y a su hermano, el también poeta y carlista José Suárez de Urbina. José Ignacio S. de Urbina estuvo casado en primeras nupcias con Elisa Segura de la Rosa, con la que tuvo varios hijos llamados María de la Cinta (1880), Fernando (1882), Enriqueta (1885), Manuel (1887), José Ignacio (1889), María de la Concepción (1891), María de las Mercedes (1894) y Carlos Suárez de Urbina y Segura (1897). Casó en segundas nupcias con Aurora Díaz Arnosa. Era primo del general Marcelino Martínez de Junquera y tío de José Manuel, Benito y Jesús Pabón y Suárez de Urbina.

## Obras
- Cantos y cantares (Sevilla, 1879)
- Lumen in coelo (Sevilla)
- La nueva idea (Sevilla, 1888)

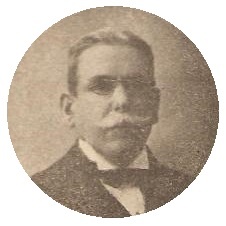
José Ignacio S. de Urbina

- La sierra de Córdoba (Madrid, 1903)
- Amores santos (Madrid, c. 1910)
- Cuentos transcendentales (Madrid)
- La muerte vencida (Madrid)
- La última huelga (Madrid)
- Los sueños de Alvarado (Madrid, 1918)
- Poema del seguro (Madrid, 1922)
- Poema de la previsión (Madrid, 1922)